# 2K6 Luna
2K6 Luna (tiếng Nga: Луна; tiếng Anh: moon – Mặt Trăng) là một tổ hợp tên lửa đường đạn tầm ngắn của Liên Xô. Đạn phản lực của Luna dùng nhiên liệu rắn, không dẫn đường và có khả năng ổn định quay. "2K6" là mã định danh của GRAU. Tên mã định danh NATO là FROG-3 (với đạn tên lửa 3R9) và FROG-5 (với đạn tên lửa 3R10). Từ năm 1965, 2K6 Luna được thay thế bằng các tổ hợp 9K52 Luna-M hiện đại hơn.

## Lịch sử thiết kế
Tổ hợp Luna được phát triển tại NII-1 từ năm 1953, dưới sự giám sát của N. P. Mazurov. Luna là thiết kế tiếp sau các thiết kế 2K1 Mars và 2K4 Filin. Trong khi NII-1 chịu trách nhiệm về đạn phản lực, thì xe mang phóng và xe chở đạn-nạp đạn sẽ do TsNII-58 thiết kế. Tên ban đầu của tổ hợp là S-125A "Pion". Năm 1957, mẫu thử của xe phóng (SPU S-123A trên khung gầm Ob'yekt 160), xe chở-tiếp đạn (TZM S-124A trên khung gầm Ob'yekt 161) và đạn phản lực 3R5 đã sẵn sàng cho các thử nghiệm. Các thử nghiệm diễn ra vào năm 1958 tại Kapustin Yar và năm 1959 tại quân khu Transbaikal. Sau các thử nghiệm, đã rút ra kết luận là từ bỏ TZM, để cải tiến SPU và thiết kế lại đạn tên lửa. Từ đây các đạn tên lửa 3R9 và 3R10 đã được phát triển. Quyết định bắt đầu sản xuất hàng loạt được đưa ra vào ngày 29 tháng 12 năm 1959. 5 tổ hợp đầu tiên sẵn sàng vào tháng 1 năm 1960 sau khi các cuộc nghiệm thu nhà nước diễn ra cho đến tháng 3 cùng năm. Năm 1960, tổ hợp Luna được đưa vào trang bị cho Lục quân Liên Xô và phục vụ cho đến năm 1982. Từ năm 1960 tới năm 1964, tổng cộng đã có 432 xe SPU 2P16 được chế tạo. Trong năm đầu tên, 80 xe phóng và 365 đạn tên lửa đã được sản xuất.

## Cấu thành của hệ thống
Tổ hợp tên lửa gồm:
- Xe phóng SPU 2P16 (Ob'yekt 160), dựa trên khung gầm một chiếc PT-76B hoán đổi. Trọng lượng chiến đấu là 18 tấn.
- Đạn tên lửa 3R9 với đầu đạn HE thường 3N15 có tần bắn 12 tới 44,6 km.
- Đạn tên lửa 3R10 với đầu đạn hạt nhân 3N14 nặng 400 kg có tầm bắn 10 tới 32,1 km.
- Một xe chở tên lửa 2U663 dựa trên xe ZiL-157V, mang 2 đạn tên lửa.
- Một xe 2U662 để mang và lưu trữ đầu đạn hạt nhân.
- Một cần cẩu di động ADK K52 (trên xe MAZ-502), ADK K61 (trên xe MAZ-200) hoặc 9T31 (trên xe Ural-375).
- Các xe bảo trì PRTB-1, 2U659...
- Xe điều khiển chỉ huy PU-2.
- Bộ huấn luyện với đạn phản lực huấn luyện PV-65 hoặc 3R11 cùng đầu đạn huấn luyện 3N16.

Đã có vài biến thể của xe phóng, ví dụ như 2P21 hay còn gọi là Br-226-II trên xe tải 8x8 ZiL-134 nhưng không được đưa vào trang bị.
FROG-6 theo nguồn phương Tây là tên định danh cho hệ thống huấn luyện dựa trên xe tải PV-65. Nhưng theo các nguồn của Nga thì hệ thống này là mẫu thử của xe phóng Br-226-I dựa trên khung gầm KrAZ-214.

## Lịch sử hoạt động
Luna được đưa vào trang bị năm 1960 và phục vụ cho đến năm 1982. Mỗi sư đoàn tăng và súng trường cơ giới hóa có một tiểu đoàn Luna với hai khẩu đội, mỗi khẩu đội có 2 xe 2P16. Trong cuộc khủng hoảng tên lửa Cuba, 12 tổ hợp 2K6 đã được đưa tới Cuba.

## Quốc gia sử dụng
- Trung Quốc
- Iran
- CHDCND Triều Tiên - 24 xe phóng cho hệ thống Luna và Luna-M[4]

### Quốc gia từng sử dụng
- Liên Xô – 200 xe 2P16[3]
- Cuba - 65 xe 2P16[5]
- Đông Đức

```
- 13 xe 2P16 trong giai đoạn 1962-1977
[
6
]
```

- Ba Lan[3]
- România[3]